# استیدا
استیدا (به زبان سیسیلی به معنای "ستاره") یک سازمان مافیایی و جامعه جنایی است که در بخش مرکزی-جنوبی سیسیل فعالیت می‌کند.
اعضای این گروه با نام‌های استیداری یا استیدارولی شناخته می‌شوند. این سازمان بیشتر در مناطق روستایی سیسیل جنوبی فعال است و به عنوان رقیب کوزا نوسترا عمل می‌کند.  
خاستگاه و ویژگی‌ها:  
- این گروه در اصل به عنوان یک انشعاب جدایی‌طلب از کوزا نوسترا شکل گرفت  
- برخی از اعضا دارای خالکوبی ستاره روی بدن خود هستند

## تاریخچه
اطلاعات کمی درباره منشأ این سازمان وجود دارد، اما اعتقاد بر این است که مشابه مافیا و در همان محیط روستایی سیسیل شکل گرفته است. برخلاف مافیا، استیدا تا دهه ۱۹۸۰ عمدتاً یک گروه روستایی و کم‌نمایه بود تا اینکه رویکرد توسعه‌طلبانه‌تری در پیش گرفت و به شهرها نفوذ کرد. این امر موجب رقابت بین دو گروه سیسیلی شد. تفاوت اصلی استیدا با مافیا در این است که بر پایه نظام اخلاقی (افتخار) نیست، بلکه صرفاً بر فعالیت‌های جنایی و سودآوری متمرکز است.
ظهور عمومی  
استیدا زمانی به چشم عموم آمد که فرانچسکو مارینو مانونیا، عضو ندامت‌گزار کوزا نوسترا، در سال ۱۹۸۹ درباره آن صحبت کرد. لئوناردو مسینا، عضو دیگر مافیا، نیز اطلاعاتی ارائه داد. بر اساس این شهادت‌ها، استیدا توسط اعضای سابق کوزا نوسترا در جریان «جنگ دوم مافیا» در اوایل دهه ۱۹۸۰ تشکیل شد. این افراد به دلیل نافرمانی یا در برخی موارد حتی ازدواج با بستگان مأموران پلیس اخراج شده بودند. بسیاری از اعضای اولیه استیدا، پیروان جوزپه دی کریستا، رئیس مافیا که ترور شده بود، محسوب می‌شدند.
قلمرو و رهبری  
استیدا به‌ویژه در مناطق جنوبی سیسیل، از جمله آگریجنتو، کالتانیستا، گلا، ویتوریا، نیشمی و سایر شهرهای کوچک، نفوذ زیادی داشت. رهبران اولیه این سازمان جوزپه کروچه بنونوتو و سالواتوره کالاتفاتو بودند. کالوجرو لائوریا، رئیس دیگر استیدا، بعدها با بمب منفجر شد. در اوایل دهه ۱۹۹۰، جنگ خونینی بین استیدا و مافیا درگرفت که به کشته شدن بیش از ۳۰۰ نفر، از جمله قاضی روزاریو لیواتینو، انجامید.
ساختار و آیین‌ها  
استیدا یک سازمان متمرکز نیست و بسیاری از باندهای آن (معروف به «خانواده‌ها») به‌صورت مستقل عمل می‌کنند. این گروه‌ها گاه با یکدیگر یا حتی با شاخه‌های محلی کوزانوسترا ائتلاف می‌کنند. آیین‌ها و قوانین آنها مشابه مافیاست، از جمله خالکوبی عضویت که به‌صورت یک ستاره پنج‌پر با سوزن و جوهر آبی-سیاه روی دست راست (بین انگشت شست و اشاره) انجام می‌شود. این خالکوبی به «استیداری» معروف است.